# Kidási
Kidási (grec moderne : Κιδάσι) est un hameau de Chypre qui se trouve dans le district de Paphos, dans la partie ouest de l'île. Il est à 4 km au nord-est de Trachypédoula, et sa population comptait 11 habitants en 2011. 

## Toponymie
L'origine du nom grec est inconnue. Les Chypriotes turcs ont donné au village le nom de Ceyhan en 1958 ; Ceyhan est à la fois le nom d'une ville et d'un fleuve en Turquie.

## Histoire
Le village était autrefois habité par des Turcs chypriotes et des Grecs chypriotes. C'est là que furent arrêtés en 1896 des brigands turcs chypriotes, les frères Chasampoulion. Ils ont laissé leur nom à une élévation dans les environs, le Rocher de Chasampoulion, où l'on peut pratiquer l'escalade. 
Le tremblement de terre de Paphos en 1953 (en) a entraîné la destruction presque totale du village.

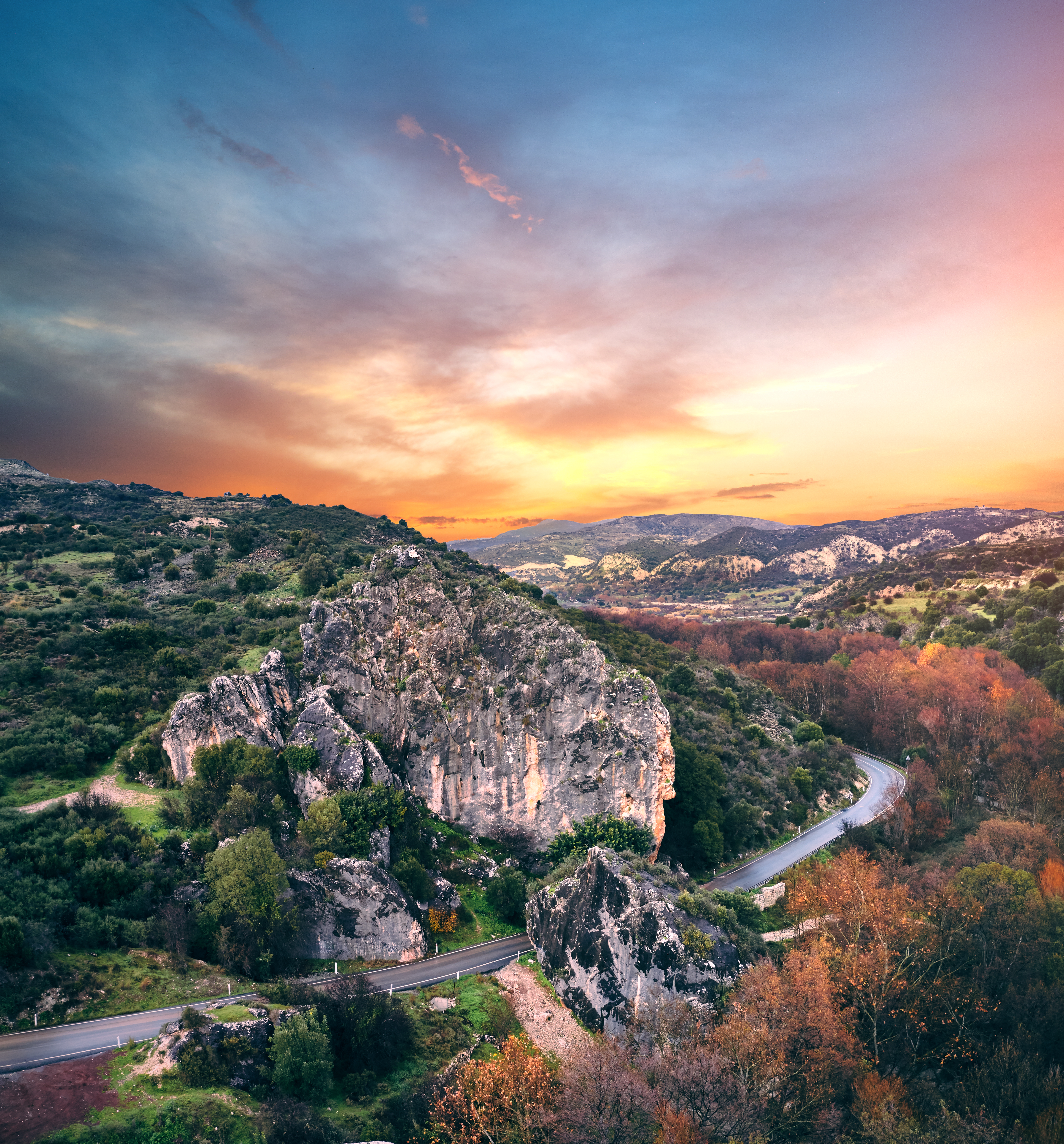
Le rocher de Chasampoulion.